# 박혜성
박혜성(朴彗成, 1968년 5월 1일(음력 4월 4일) ~ )은 대한민국의 남성 가수, 작사가, 작곡가, 편곡가, 광고 모델, 연기자, 음반 프로듀서, OST 광고음악 프로듀서, 영화,드라마음악과 광고음악감독이다. 1984년 광고 모델로 첫 데뷔한 그는 1980년대 후반에 가수 김승진, 가수 김명철과의 라이벌 라인으로 유명한 화제를 불러일으켰다. 또한 1993년에 소속 그룹 - 김명철 & 박혜성 1993년에 멤버 - 김명철 & 박혜성 앨범 - 《그대가 준 슬픈 내사랑》, 《사랑하는 너에게》, 《그대 품안에》과 함께 활동을 했다.

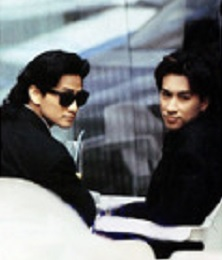
김명철 & 박혜성 - 소속 그룹

## 학력
- 배재중학교 졸업
- 한영고등학교 졸업
- 동국대학교 연극영화학과 학사

## 소속
- Comet Studio CEO 실장 겸 감독.

## 앨범

### 정규 앨범
- 1집 《경아》(1986년)
- 2집 《언젠가 때가 오면》《도시의 삐에로》(1987년)
- 3집 《사랑친구》《줄리아》(1989년)
- 4집 《쉐리》《낯선시간 속으로》(1991년)
- 《김명철 & 박혜성》(1993년)
- 《그대가 준 슬픈 내사랑 (Ver.1)》(1993년)
- 《사랑하는 너에게》(1993년)

### SENSATION
- 《그대가 준 슬픈 내사랑 (Ver.1)》, 《사랑하는 너에게》, 《그대 품안에》(1993년)

## 음반 활동

### 싱글 앨범
- 《돌아와》(1988년)

### 기타
- 《가야금과 피아노를 위한 슬픔》(1996년)

최정식 장편소설 사운드트랙

### 참여 앨범
- 1991년 이재영 '유혹'앨범 '나를 잊지마'
- 1994년 허준호 & 김대희 Project
- 1996년 조선조 '토사구팽(兎死拘烹)'
- 1996년 뚜엣레드 1집 Duet Red Radio Dream
- 1996년 이지훈 1집 Rhythm Paradise
- 1997년 박경진 '연하의 남자'
- 1999년 영화 `카라`를 위한 스페셜 앨범 - 후회
- 2002년 야인시대 OST
- 2012년 크리스 조 스토리원 'Memories' '그 큰 나무 그대의 그늘 아래서'
- 2018년 허첵 ‘해운대로 가자’앨범

## 광고
- 1986년 해태껌 CF - 대합실 편
- 1989년 일화 C-타임

## 수상
- 1987년 KBS 가요대상 올해의 가수상
- 2002년 한국방송광고 대상

## 같이 보기
- 김승진
- 김명철